# Дъждовно дърво
Дъждовното дърво (Samanea saman) е вид цъфтящо растение от семейство Бобови (Fabaceae). Видът е незастрашен от изчезване.

## Разпространение
Дъждовното дърво произхожда от Централна и Южна Америка. Ареалът му се простира от Мексико на юг до Перу и Бразилия, но е също широко разпространен в Южна и Югоизточна Азия, както и на тихоокеанските острови, включително Хавай.

## Описание
Дъждовното дърво има широка и голяма симетрична чадъровидна корона. Обикновено достига височина до 15 – 25 метра и диаметър около 30 метра. Листата се сгъват при дъждовно време, както и вечер, откъдето идва и името му.
Дървото има розови цветчета с бели и червени тичинки, формиращи глави с около 12 – 25 цветчета всяка. Тези глави могат да наброяват хиляди, покривайки цялото дърво.